# Kéné Ndoye
Kéné Ndoye (20 novembre 1978 – 13 febbraio 2023) è stata una lunghista e triplista senegalese.

## Biografia
Fu la prima atleta a vincere una medaglia ai Mondiali indoor per il Senegal nel 2003.
Partecipò a due edizioni olimpiche: nel 2000 come triplista, nel 2004 come lunghista e triplista, senza mai ottenere medaglie.
Morì prematuramente nel 2023, per complicazioni dell'artrite reumatoide, malattia che negli ultimi anni l'aveva resa totalmente invalida.

## Palmarès
| Anno | Manifestazione               | Sede         | Evento         | Risultato | Prestazione | Note |
| ---- | ---------------------------- | ------------ | -------------- | --------- | ----------- | ---- |
| 1996 | Campionati africani          | Yaoundé      | Salto in lungo | Bronzo    | 5,85 m      |      |
| 1996 | Campionati africani          | Yaoundé      | Salto triplo   | Oro       | 12,99 m     |      |
| 1996 | Mondiali juniores            | Sydney       | Salto in lungo | 21ª (q)   | 5,42 m      |      |
| 1996 | Mondiali juniores            | Sydney       | Salto triplo   | 25ª (q)   | 12,10 m     |      |
| 1997 | Campionati africani juniores | Ibadan       | Salto triplo   | 4ª        | 12,67 m     |      |
| 1998 | Campionati africani          | Dakar        | Salto in lungo | 7ª        | 6,10 m      |      |
| 1998 | Campionati africani          | Dakar        | Salto triplo   | Bronzo    | 13,30 m     |      |
| 1999 | Mondiali                     | Siviglia     | Salto triplo   | 17ª (q)   | 13,90 m     |      |
| 1999 | Giochi panafricani           | Johannesburg | Salto in lungo | 4ª        | 6,47 m      |      |
| 1999 | Giochi panafricani           | Johannesburg | Salto triplo   | Bronzo    | 13,86 m     |      |
| 2000 | Campionati africani          | Algeri       | Salto in lungo | Oro       | 6,39 m      |      |
| 2000 | Campionati africani          | Algeri       | Salto triplo   | Bronzo    | 13,81 m     |      |
| 2000 | Giochi olimpici              | Sydney       | Salto triplo   | 14ª (q)   | 13,94 m     |      |
| 2002 | Campionati africani          | Radès        | Salto in lungo | Argento   | 6,45 m      |      |
| 2002 | Campionati africani          | Radès        | Salto triplo   | Argento   | 14,28 m     |      |
| 2002 | Campionati africani          | Radès        | 100 m hs       | Bronzo    | 13"72       |      |
| 2003 | Mondiali indoor              | Birmingham   | Salto triplo   | Bronzo    | 14,72 m     |      |
| 2003 | Giochi panafricani           | Abuja        | Salto in lungo | 4ª        | 6,37 m      |      |
| 2003 | Giochi panafricani           | Abuja        | Salto triplo   | Oro       | 14,23 m     |      |
| 2003 | Mondiali                     | Saint-Denis  | Salto triplo   | 10ª       | 14,29 m     |      |
| 2004 | Mondiali indoor              | Budapest     | Salto triplo   | 22ª (q)   | 13,77 m     |      |
| 2004 | Campionati africani          | Brazzaville  | Salto in lungo | Oro       | 6,64 m      |      |
| 2004 | Campionati africani          | Brazzaville  | Salto triplo   | Argento   | 14,44 m     |      |
| 2004 | Giochi olimpici              | Atene        | Salto in lungo | 22ª (q)   | 6,45 m      |      |
| 2004 | Giochi olimpici              | Atene        | Salto triplo   | 14ª       | 14,18 m     |      |
| 2005 | Mondiali                     | Helsinki     | Salto in lungo | dns       | dns         |      |
| 2005 | Mondiali                     | Helsinki     | Salto triplo   | 6ª        | 14,47 m     |      |
| 2005 | Giochi della Francofonia     | Niamey       | Salto triplo   | dns       | dns         |      |
| 2006 | Mondiali indoor              | Mosca        | Salto triplo   | 13ª (q)   | 13,88 m     |      |
| 2006 | Campionati africani          | Bambous      | Salto in lungo | Argento   | 6,30 m      |      |
| 2006 | Campionati africani          | Bambous      | Salto triplo   | Argento   | 14,08 m     |      |
| 2011 | Giochi panafricani           | Maputo       | Salto in lungo | 6ª        | 6,19 m      |      |
| 2011 | Giochi panafricani           | Maputo       | Salto triplo   | Argento   | 13,39 m     |      |